# Tumbabiro
Tumbabiro es una población perteneciente al cantón Urcuquí, en el norte de la provincia de Imbabura, Ecuador.

## Historia
La palabra «Tumbabiro» provendría de un neologismo resultado de la palabra castellana tumba (del verbo tumbar) y de la voz caranqui «biro», que significa «caña».
Durante la Colonia, la zona formaba parte del sistema de latifundios ubicados en el denominado valle de Caranqui, destinados a la producción de caña de azúcar y aguardiente, de propiedad de los jesuitas, dentro de la jurisdicción denominada Comarca de Otavalo. 
La antigua comuna de Tumbabiro fue declarada como parroquia el 30 de agosto de 1869. Tras pertenecer por varias décadas al cantón Ibarra, la localidad pasa a formar parte de la jurisdicción de Urcuquí, a partir de su cantonización el 9 de febrero de 1984.

## Geografía
La parroquia y sus comunas aledañas se encuentran ubicadas en la zona de los valles de Imbabura, que inician desde el norte del cantón Ibarra y se extienden hasta el cantón Mira de la provincia de Carchi. Limita por el norte con las parroquias de Cahuasquí y Salinas, por el sur con la cabecera cantonal de Urcuquí, por el este con la zona de Aloburo en el cantón Ibarra y por el oeste con el parque nacional Cotacachi-Cayapas.
La zona se halla a una altitud promedio de 2080 metros sobre el nivel del mar, con un clima mesotérmico-seco durante la mayor parte del año.

## Agricultura y ganadería
Desde la época colonial, gran parte del suelo apto para la agricultura de Tumbabiro se sigue empleando para el cultivo de caña, que se destina principalmente a la producción artesanal de panela, en las moliendas de la parroquia. El fréjol es otro cultivo tradicional, que alterna con el maíz, morochillo y tomate de árbol. Se practica también una ganadería bovina no intensiva, y se cuenta con diversos planteles avícolas.
Un problema común de la zona es la deficiente dotación de agua de riego. Desde los años 60 del siglo XX, se intenta resolver esta falencia a través del denominado proyecto Piñán-Tumbabiro, que se concretó finalmente durante el Gobierno de Rafael Correa Delgado, pese a lo cual, subsisten dificultades ocasionadas por el acaparamiento del líquido vital por parte de las grandes haciendas de las zonas bajas de todo el cantón Urcuquí. Las históricas limitaciones agrícolas de la zona han provocado por décadas que varios pobladores emigren principalmente hacia las ciudades de Ibarra, Quito y fuera del país. Recientemente ha cobrado fuerza también el desplazamiento hacia la vecina parroquia de Buenos Aires, debido al auge de proyectos mineros.

## Turismo
En el siglo XXI, Tumbabiro ha cobrado gran importancia para el sector turístico, debido a su cercanía al complejo de aguas termales de Chachimbiro, ubicado a ocho kilómetros de la cabecera parroquial, alrededor del cual se han efectuado diversas inversiones en la construcción de nuevos balnearios e infraestructura hotelera, de parte del Gobierno Autónomo Descentralizado de Urcuquí y de grupos privados. Además de bañistas de Imbabura, el lugar es visitado especialmente por turistas de las vecinas provincias de Carchi y Pichincha, y también del sur de Colombia.

## Organización Territorial
La parroquia está organizada por la Junta Parroquial o GAD de Tumbabiro, y se divide en las siguientes comunidades:
- Tumbabiro (cabecera parroquial)
- La Delicia de San Francisco
- Ajumbuela
- Cruztola
- Chiryacu